# De mislukte mens
De mislukte mens (Engels: The Failed Men of Ahead) is een sciencefictionverhaal van Brian Aldiss. 

## Het verhaal
Het verhaal speelt zich af in de 24e eeuw. Surrey Edwards is piloot bij het Intercontemporaine Rode Kruis en is net terug van een tijdreis naar het tijdperk van "De mislukte mens" in de zeer verre toekomst. Hij doet in Singapore zijn verhaal in een café aan een Chinese. De stad is volgens hem overvol en veel te druk. Hij is in de toekomst gewend geraakt aan de stilte.
De steun van de 24e-eeuwse mens is ingeroepen door de Paulls, die leven in de 31.750e eeuw. Zij proberen "de mislukte mens" (ook voor hen in de toekomst) terug te krijgen naar de mensheid. De mens is in de verre toekomst vervallen tot een diersoort die onder de grond leeft. Er wordt geschat dat er nog 6 miljoen menselijken over zijn. Surrey vliegt met goederen uit onze tijdperiode naar de verre toekomst om de mensen aldaar te steunen, maar ook om te helpen ze uit te graven. Tevens probeert hij samen met de leider van de Paulls erachter te komen, wat tot de degeneratie heeft geleid. Alhoewel ieder van goede wil is, komt men er niet uit door een taalbarrière. De drie groepen kunnen onderling nauwelijks met elkaar communiceren, want men kan de gesproken begrippen niet in de juiste context plaatsen. De meegebrachte goederen blijken daardoor ook soms tot niets te dienen. 